# Didonica
Didonica es un género con cuatro especies de plantas fanerógamas perteneciente a la familia Ericaceae.

## Taxonomía
El género  fue descrito por Luteyn & Wilbur y publicado en Brittonia 29(3): 255, f. 1. 1977. La especie tipo es: Didonica pendula Luteyn

## Especies aceptadas
A continuación se brinda un listado de las especies del género Didonica aceptadas hasta febrero de 2014, ordenadas alfabéticamente. Para cada una se indica el nombre binomial seguido del autor, abreviado según las convenciones y usos.
- Didonica crassiflora Luteyn
- Didonica panamensis Luteyn
- Didonica pendula Luteyn
- Didonica subsessilis Luteyn